# Bova Futura
Pour les articles homonymes, voir Futura.
Le Futura est un modèle d'autocar de tourisme par le néerlandais VDL Bova, introduit sur le marché à la rentrée 1982. Élu car de l'année quatre ans plus tard, il prend la relève de l'Europa au sein de l'offre de la firme d'Eindhoven.

## Carrosserie
La face avant se caractérise par un bouclier enveloppant qui remonte très haut et englobe, jusqu'à la fin des années 1980, quatre grands projecteurs rectangulaires ou ronds dont la taille diminue sensiblement par la suite. Le volumineux pare-brise est bombé et incliné. Le panneau arrière, plus conventionnel, présente pendant longtemps de petits feux rectangulaires, disposés horizontalement (désormais ronds et verticaux).
La caisse est proposée en deux hauteurs (3,33 et 3,55 m) et plusieurs longueurs : 10, 12, 13 et 15 m (il faut néanmoins attendre le milieu des années 1990 pour voir ces dérivés sortir de chaîne).
Le dessin du Futura n'a été que très peu retouché en plus de 25 ans de carrière. L'intérieur évolue en revanche sensiblement à partir de 2006.

## Motorisations
Longtemps véhicule emblématique de son constructeur, le Bova Futura est doté de divers propulseurs américains (Cummins), allemands (MAN, Mercedes) et néerlandais (DAF), ces deux derniers étant les plus mis à contribution.
En ce qui concerne la transmission, les versions hautes les plus puissantes sont équipées d'une boîte mécanique à étage huit rapports.

## Désignations commerciales
Afin de faciliter l'identification, Bova a attribué à cet autocar un matricule à trois lettres et cinq chiffres, sur l'exemple Fxx 01-010.
Qui se décrypte de la sorte:
- 2e lettre, hauteur de carrosserie (L - normale, H - haute) ;
- 3e lettre, fabricant de la motorisation (les plus répandues étant D pour DAF, M pour Mercedes) ;
- 1er couple de chiffres, longueur ;
- 2e couple, puissance moteur.

Ainsi FHM 12-380 désigne un Futura standard de 3,55 m de haut pour 12 m de long, animé par un moteur Mercedes de 380 ch. FHD 15-430, un modèle de 15 m à moteur DAF de 430 ch, etc.
La gamme est considérablement simplifiée au milieu des années 2000 pour ne plus comporter que trois longueurs de châssis (10.4, 12 et 12,7 m), associées à un bloc unique DAF-Paccar de 9.2 l, délivrant 360 ch pour un couple de 1 450 N m.

## Tentative de diversification
Pendant plus de 15 ans, jusqu'en 1999, Bova vit quasiment sur les acquis de ce seul modèle.
La firme d'Eindhoven se décide alors à lancer un nouveau véhicule, le Magiq, un car de grand tourisme disponible en plusieurs longueurs (12, 13, 14, 15 m), toujours sous moteurs DAF, poussés à 410-460 ch.
Le 10000e exemplaire du Futura est sorti en 2008. Entre-temps est présenté le Lexio, un modèle d'entrée de gamme de facture classique, ciblant le segment interurbain-lignes régulières.

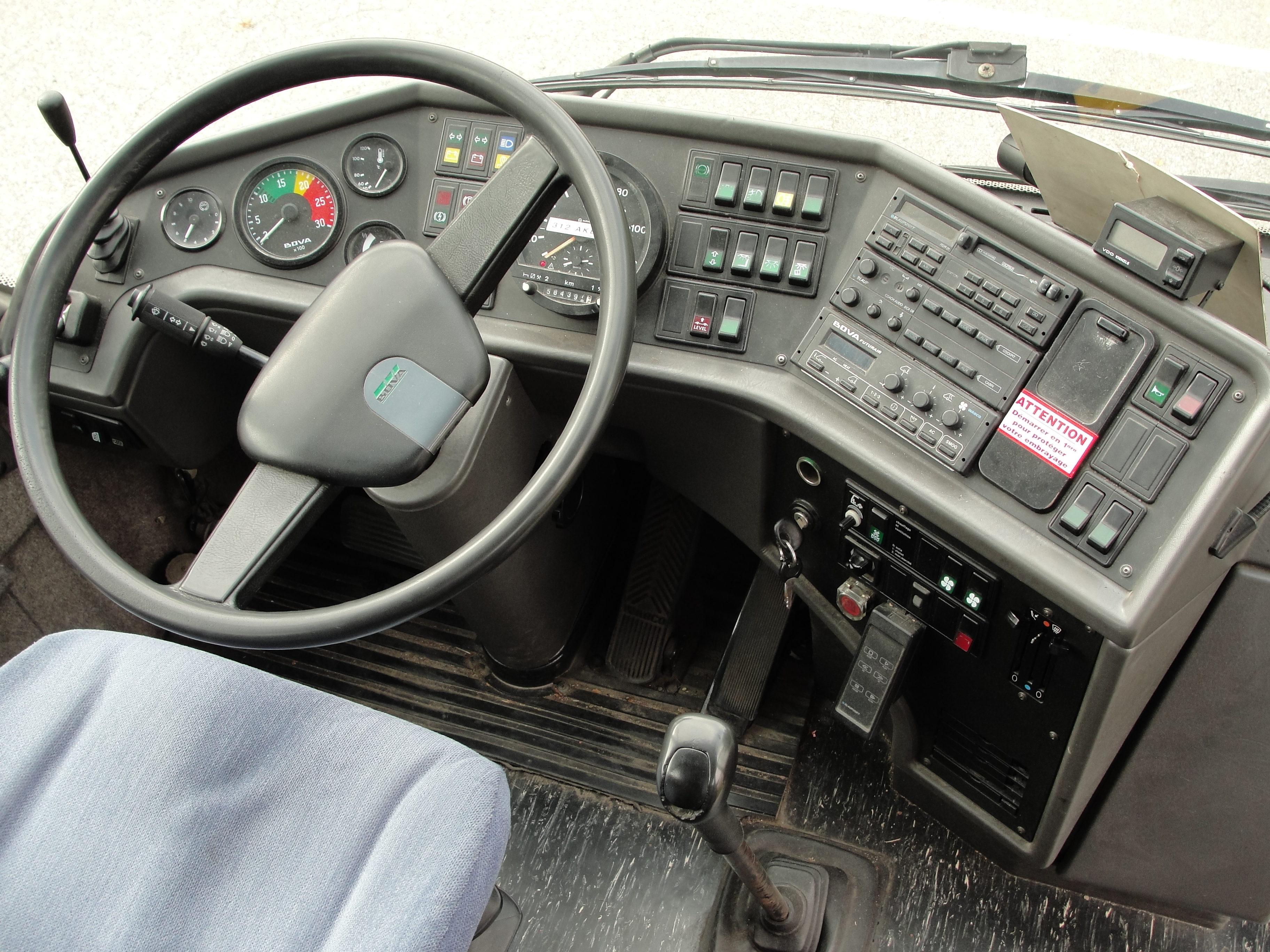
Tableau de bord d'un Bova Futura FHM 12-380.